# Norbert Gwosdek
Norbert Alfons Gwosdek (ur. 24 października 1939 w Zabrzu, zm. 23 lipca 2022 w Kolonii) – polski piłkarz, występujący na pozycji obrońcy lub pomocnika.

## Kariera piłkarska
Przez całą swoją karierę występował w Górniku Zabrze, z którym zdobył trzy mistrzostwa Polski (1963, 1964, 1967). Był uczestnikiem finału Pucharu Polski 1966, w którym Górnik przegrał na stadionie im. 22 lipca w Poznaniu z Legią Warszawa 1:2. W Niemczech występował w amatorskich drużynach Bayeru 04 Leverkusen.

## Życie prywatne
W 1967 roku odłączył się od drużyny Górnika Zabrze po meczu Pucharu Europy przeciwko Djurgårdens IF, prosząc szwedzkie władze o azyl polityczny. Następnie przeniósł się do Niemiec. Zmarł 23 lipca 2022 w Kolonii, w wieku 82 lat.